# 르네상스 (정당)
르네상스(프랑스어: Renaissance)는 프랑스의 정당이다. 현재 하원에 310석을 차지하고 있으며, 현재 프랑스의 집권 여당이다. 에마뉘엘 마크롱의 소속 정당이기도 하다.
2017년 프랑스 총선 이전에는 전진!(En Marche ! 앙 마르슈![*], 약칭은 LREM 또는 LaREM)이라고 했으며, 2017년부터 2022년까지는 전진하는 공화국!(프랑스어: La République En Marche ! 라 레퓌블리크 앙 마르슈![*], 약칭은 LREM 또는 LaREM)라는 당명을 사용했었다. 정치적으로는 중도를 표방하고 있으며, 당 대표였던 에마뉘엘 마크롱은 2017년 대선에 출마하여 대통령에 당선됐다. 2022년 대선에서 에마뉘엘 마크롱이 마린 르펜 국민연합 후보를 물리치고 제26대 프랑스 대통령에 재선되었고 2022년 프랑스 총선을 앞두고 5월 5일에 당명을 '르네상스'(프랑스어: Renaissance, →부흥)로, 5월 10일에 대통령 선거 과반을 위해 함께(프랑스어: Ensemble pour la majorité présidentielle, 줄여서 '앙상블')로 변경하여 오늘에 이르고 있다.

## 역대 선거 결과

### 대통령 선거
| 선거        | 후보            | 1차 합계  | 1차 득표율 | 1차 순위 | 2차 합계   | 2차 득표율 | 2차 순위 | 당락 |
| ----------- | --------------- | --------- | ---------- | -------- | ---------- | ---------- | -------- | ---- |
| 2017년 대선 | 에마뉘엘 마크롱 | 8,656,346 | 24.01%     | 1위      | 20,743,128 | 66.10%     | 1위      | 당선 |

### 프랑스 총선거
| 선거        | 1차 합계  | 1차 득표율 | 2차 합계  | 2차 득표율 | 의석      | +/- | 순위 |
| ----------- | --------- | ---------- | --------- | ---------- | --------- | --- | ---- |
| 2017년 총선 | 7,323,496 | 32.33%     | 8,926,901 | 49.11%     | 350 / 577 | 350 | 1    |

### 유럽 의회
| 년도   | 합계      | 득표율 | 의석    | +/- | 순위 |
| ------ | --------- | ------ | ------- | --- | ---- |
| 2019년 | 5,079,015 | 22.42% | 23 / 79 | 23  | 2    |

## 같이 보기
- 프랑스의 정당